# George Montaigne
Pour les articles homonymes, voir Montaigne (homonymie).
George Montaigne (1569-1628) est un ecclésiastique anglican, évêque puis archevêque.
Il est doyen de Westminster de 1610 à 1617, puis successivement évêque de Lincoln (1617), Londres (1621) et Durham (1627), et enfin archevêque d'York quelques mois avant sa mort.